# Jorge Zárate (actor)
Jorge Zárate es un actor de cine, televisión y teatro mexicano.

## Biografía
Nació en la Ciudad de México, estudió Comunicación en la Universidad Autónoma Metropolitana, debutó como actor en 1984 y desde entonces ha participado en más de 30 obras de teatro y 20 películas en las que destacan Panchito Rex, Nicotina, Las vueltas del citrillo, La ley de Herodes, El infierno y Tlatelolco, verano del 68. En 2008 obtuvo el Ariel por su participación en el filme Dos abrazos.

## Filmografía
- Novia que te vea (1994) - Carmona
- Sucesos distantes (1996) - Heberto
- Mujer casos de la vida real (1997)
- Gente bien (1997) - Esteban
- Cuentos para solitarios (1999) - Dionisio
- La ley de Herodes (1999) - Tiburón
- Todo el poder (2000) - Taxista enpistolado
- Before Night Falls (2000) - Prosecutor
- Piedras verdes (2000) - Agente #1
- Un mundo raro (2001) - Cayubas
- Panchito rex, me voy pero no del todo (2001)
- Warden of Red Rock (2001) - Jim Jhonson
- De la calle (2001) - Carnicero "Don leche"
- Vivir mata (2001) - Taquero
- ¡Fidel! (2002) - Coronel del río Chaviano
- Las caras de la luna (2002) - Pulido
- Ciudades oscuras (2002) - Encargado
- El crimen del padre Amaro (2002) - Padre Mauro
- La hija del caníbal (2003) - Blanco
- Zurdo (2003) - Pavis
- Dame tu cuerpo (2003) - Mauri
- El misterio del Trinidad (2003) - Accidentado
- Dos chicos de cuidado en la ciudad (2003) - Toribio
- Nicotina (2003) - Sánchez
- Puerto Vallarta Squeeze (2004) - Víctor
- Soba (2004) - Policía Judicial
- A Silent Love (2004) - Sr. Valdivia
- Man on Fire (2004) - Customs official
- Historias del desencanto (2005)
- Manos líbres (2005) - Javier
- Sexo, amor y otras perversiones (2006) - Director
- Un mundo maravilloso (2006) - Lalo, secretario particular
- Las vueltas del citrillo (2006) - Cabo aboyates
- Mezcal (2006) - Enterrador
- La sangre iluminada (2007) - Soriano
- Polvo de ángel (2007) - Caos
- Dos abrazos (2007)
- Cómo no te voy a querer (2008) - Amigo del padre
- Spam (2008)
- Solo quiero caminar (2008) - Federico
- Rudo y Cursi (2008) -  Bruno López (voz)
- La última y nos vamos (2009) - Mariachi
- Un mexicano más (2009) - Maestro de historia
- Regresa (2010) - Dr. Rodríguez
- Depositarios (2010) - Capitán Domínguez
- Somos lo que hay (2010) - Owen
- Chico grande (2010) - Viejo Reséndez
- El infierno (2010) - El Huasteco
- Gritos de muerte y libertad (2010) - Inquisidor tirado
- Capadocia (2010) - Nuro Vega
- Lucho en familia (2011)
- Labios rojos (2011)
- Historia de una pasión (2011) - Leoncio
- Los Fabulosos 7 (2011) - Dimitrio
- El albergue (2012) - Don Billy
- Fecha de caducidad (2012) - Forense
- La ruta blanca (2012) - Capitán Sánchez
- Morelos (2012) - Juan Nepomuceno
- Me late chocolate (2013) - Apolonio el chamán
- Ciudadano Buelna (2013) - Heriberto Frías
- Tlatelolco, verano del 68 (2013) - Nazar
- El señor de los cielos (2013) - Juan Montoya
- Amor a primera visa (2013) - Cosme
- Allá y en Tonces (2013) - Nereo
- Los fabulosos 7 (2013)
- Actores S.A. (2013)
- Cantinflas (2014)
- La dictadura perfecta (2014) - Coronel
- Eddie Reynolds y Los Ángeles de Acero (2014) - Fernando
- Filosofía Natural del Amor (2014) - Porfirio
- Señora Acero (2014-2018) - Amaro Rodríguez 'El Indio'
- El que busca, encuentra (2017) - Vendedor del Estadio
- American Curious (2018) - Empresario
- El secreto de Selena (2018) - Abraham Quintanilla
- Operación pacífico (2020) - Ramiro Zúñiga 'El Doctor'
- Dra. Lucía, un don extraordinario (2023) - Jairo
- ¿Quién lo mató? (2024) - Samuel del Villar[2]